# Larisa Tsariova
Larisa Tsariova (Tallin, Estonia, Unión Soviética, 10 de agosto de 1958) es una nadadora soviética retirada especializada en pruebas de estilo libre, donde consiguió ser medallista de bronce mundial en 1978 en los 100 y 200 metros estilo libre.

## Carrera deportiva
En el Campeonato Mundial de Natación de 1978 celebrado en Berlín (Alemania), ganó la medalla de bronce en los 100 metros estilo libre, con un tiempo de 56.85 segundos, tras la alemana Barbara Krause (oro con 55.68 segundos) y la noruega Lene Jenssen; también ganó el bronce en los 200 metros estilo libre, tras la estadounidense Cynthia Woodhead  y de nuevo la alemana Barbara Krause (plata).